# Agua Dulce, Puebla
Agua Dulce är en ort i Mexiko.   Den ligger i kommunen Tilapa och delstaten Puebla, i den sydöstra delen av landet, 110 km sydost om huvudstaden Mexico City. Agua Dulce ligger 1 288 meter över havet och antalet invånare är 865.
Terrängen runt Agua Dulce är kuperad åt nordost, men åt sydväst är den platt. Runt Agua Dulce är det ganska tätbefolkat, med 65 invånare per kvadratkilometer. Närmaste större samhälle är Izúcar de Matamoros, 5,6 km öster om Agua Dulce. Omgivningarna runt Agua Dulce är en mosaik av jordbruksmark och naturlig växtlighet.